# Windows Essentials
Windows Essentials (anteriormente Windows Live Essentials y Windows Live Installer) fue un conjunto de aplicaciones de Microsoft que ofrecía software integrados y agrupados como correo electrónico, mensajería instantánea, compartir fotos, publicación de blogs, y servicios de seguridad. 
Los programas estaban diseñados para integrarse con Microsoft Windows y otros servicios de Microsoft basados en la web como Hotmail, OneDrive y para que funcionara como un "todo único".
Con la salida al mercado de Windows 8 el 26 de octubre de 2012 y con la retirada de Windows Live Messenger en todo el mundo el 8 de abril de 2013, muchas de las aplicaciones disponibles de Windows Essentials fueron descontinuadas e incorporadas directamente en los sistemas operativos posteriores. 
El paquete fue definitivamente retirado de la página oficial de Microsoft y quedó sin servicio técnico el 10 de enero de 2017. No está disponible en la tienda de Windows 10.

## Aplicaciones disponibles
Windows Live Essentials permitía a los usuarios seleccionar e instalar algunas de las siguientes aplicaciones de software:
- Microsoft Family Safety
- Windows Live Mail Desktop
- Skydrive para Windows
- Windows Movie Maker
- Windows Photo Gallery
- Windows Live Writer
- Microsoft Outlook Hotmail Connector
- Windows Live Messenger (disponible hasta 2014)

Las aplicaciones de Windows Essentials podían instalarse hasta el 10 de enero de 2017 en Windows 7, Windows 8, Windows Server 2008 SP2 o Windows Server 2008 R2.

## Historia

### Essentials y Windows Live Dashboard (Wave 1)
El 25 de agosto de 2006, Microsoft comenzó a buscar probadores para la invitación del servicio llamado Windows Live Essentials. Es muy similar al servicio de Google (Google Pack). El servicio se integra con Windows Live Dashboard, una aplicación que ofrece una vista de los servicios que los usuario ya tienen, nuevos software y los servicios de Windows Live que están disponibles. Windows Live Dashboard requería que los usuarios estuvieran registrado con su Windows Live ID para comprobar si el servicio se ha descargado o no. En ese momento, los servicios basados en web como Windows Live Hotmail, fue también parte de la lista.
Poco después de su versión beta inicial, el sitio Web de Windows Live Essentials original comenzó a no está disponible y el sitio Web fue redirigido a las versiones de Windows Live beta (a continuación, Windows Live Ideas) y como resultado Windows Live Dashboard también ya no estaba disponible.

### Windows Live Installer (Wave 2)
Posteriormente reapareció una versión de Windows Live Dashboard con la inicial "Windows Live 2.0" Suite. Se trata del instalador de Windows Live Messenger 8.5, Mail y Writer que fueron liberados el 30 de mayo de 2007. En la serie "Windows Live Wave 2", Windows Live Installer era el nombre del sitio Web y del instalador que permitía a los usuarios encontrar, descargar e instalar Windows Live. Los usuarios podían seleccionar el software de Windows Live desde el sitio Web para que el instalador instale solo las aplicaciones deseadas.

### Windows Live Essentials 2009 (Wave 3)
La aplicación  Windows Live Installer se actualizó significativamente con el lanzamiento de "Windows Live Wave 3", con la inclusión del nuevo Windows Live Movie Maker (beta) y de Microsoft Office Outlook Connector. El 29 de octubre de 2008, fue anunciado en la Professional Developers Conference 2008 que Windows Live Installer podría ser rebautizado como Windows Live Essentials y se integraría en Windows 7 para permitir que los usuarios descarguen las aplicaciones de Windows Live. Sin embargo, las aplicaciones de Windows Live Essentials no se incluirían con el sistema operativo Windows 7. Esto debería permitir actualizaciones más frecuentes para las aplicaciones de Windows Live Essentials fuera de las versiones de sistema operativo principal.
El 15 de diciembre de 2008, fueron lanzadas las versiones "beta refresh" de las aplicaciones de Windows Live Essentials. Esta versión incluía muchos cambios desde la versión beta anterior, basados en los comentarios de los usuarios. Un cambio visual significativo fue la introducción de nuevos iconos que agregan un tema de diseño común a todas las aplicaciones de Live Essentials. Las palabras "Beta" se quitaron de la mayoría de los números de compilación. El 7 de enero de 2009, se liberaron las versiones finales de las aplicaciones, con la notable excepción de Windows Live Movie Maker.
Microsoft actualizo "Windows Live Essentials Wave 3" el 13 de febrero de 2009 y de nuevo el 19 de agosto de 2009. El cambio más importante se produjo para Windows Live Movie Maker que fue lanzado como versión final y actualizado significativamente con características adicionales desde la anterior versión lanzada en diciembre de 2009

### Windows Live Essentials 2011 (Wave 4)
Microsoft lanzó una versión beta para la próxima actualización importante para Windows Live Essentials "Wave 4" el 24 de junio de 2010. Las aplicaciones actualizadas incluyen Windows Live Messenger, Mail, Photo Gallery, Movie Maker, Writer, Family Safety, Mesh, y Windows Live Messenger Companion. Para Windows Live Mesh, la aplicación ha sido reescrita para basarse en el anterior Live Mesh y permitirá a los usuarios de PC y Mac sincronizar sus documentos, imágenes y música en varios equipos. También fue anunciado que Windows Live Toolbar será descontinuada y reemplazada por la barra de Bing. Por otra parte, la interfaz de usuario de la cinta de opciones se introdujo por primera vez en la Galería fotográfica y Windows Live Mail y Writer. La beta de Wave 4 ya no da soporte a Windows XP, por lo tanto es requerido para su uso Windows Vista o Windows 7. Microsoft publicó la versión final de Windows Live Essentials 2011 el 30 de septiembre de 2010.

### Windows Essentials 2012 (Wave 5)
Microsoft lanzó Windows Essentials 2012 el 7 de agosto de 2012 para Windows 7 y Windows 8. Windows Essentials 2012 incluye por primera vez la aplicación SkyDrive para Windows, pero también se redujo la inclusión de programas como Windows Live Mesh, Windows Live Messenger Companion y Bing bar. Family Safety también se instala para usuarios de Windows 7 solamente, ya que Windows 8 ha incorporado funcionalidades de seguridad para la familia. Además, Windows Essentials 2012 también borro "Windows Live" marca de la propia instalación, así como los programas como Photo Gallery y Movie Maker, que ahora son Windows Photo Gallery y Windows Movie Maker, respectivamente. Estos dos programas han recibido varias actualizaciones y mejoras desde su lanzamiento, incluyendo la estabilización de vídeo, visualización de forma de onda, las pistas nuevas narraciones, audio destacando, por defecto guardarlo en formato H.264, y efectos de texto mejorados para Movie Maker, así como la integración de AutoCollage y la adición de Vimeo como un socio de publicación de la Galería de Fotos. No hay cambios significativos o re-branding en esta versión para otros programas como Windows Live Messenger, Windows Live Mail y Windows Live Writer.

### Aplicaciones para Windows 8 (Wave 5)
El 21 de septiembre de 2012, Microsoft anunció un nuevo conjunto de aplicaciones diseñadas para Windows 8, que estén destinados a sustituir algunas de las funcionalidades de Windows Live Essentials. Estas aplicaciones son de estilo Metro-apps y se ejecutar a pantalla completa en Windows 8, y consisten en lo siguiente:
- Mail - se conecta a múltiples cuentas de correo, como Hotmail, Outlook.com, Google y Exchange, en casa o en el trabajo
- Calendario - se conecta al trabajo y calendario personal, así como los calendarios de amigos, compañeros de trabajo o miembros de la familia que tienen una cuenta de Microsoft
- Personas - una libreta de direcciones conectada, que reúne a los contactos de trabajo, el hogar y las redes populares como Facebook y LinkedIn
- Mensajería - mantiene un registro de todas las conversaciones de mensajería instantánea a través de Messenger, Facebook y otras redes de mensajería instantánea conectados
- Fotos - permite a los usuarios ver las fotos en su PC, de otros ordenadores, OneDrive u otros servicios como Facebook y Flickr
- OneDrive - permite a los usuarios ver los archivos y carpetas del navegador almacenados en su almacenamiento OneDrive